# Hemels Mandaat
Het Hemels Mandaat was de legitimatie van de heerschappij van de Chinese keizers als de Zoon des Hemels (天子 tianzi), door de hemel verkozen en gezegend, zolang hij deugdig heerste. Als dit niet zo was dan gaf de hemel het mandaat aan iemand anders en werd deze keizer. Dit patroon van het verkrijgen en weer verliezen van het Hemels Mandaat werd voor het eerst gebruikt door de Zhou, om zo hun machtsovername van de Shang te rechtvaardigen.
Ook het recht van opstand en de daaropvolgende machtsovername van alle volgende dynastieën werd op deze manier gerechtvaardigd (正統 zhengtong, gerechtvaardigde opvolging). Volgens de officiële dynastieke standaardgeschiedenissen lijkt de geschiedenis van China dan ook een steeds terugkerend patroon te hebben, de dynastieke cyclus:
- Een nieuwe dynastie komt aan de macht;
- China beleeft een tijd van voorspoed onder deze dynastie. Hervormingen worden uitgevoerd en uitvindingen worden gedaan. De economie en welvaart bloeien;
- De keizers worden decadent of putten de schatkist uit met zinloze oorlogen;
- Misoogsten, hongersnoden, stormen en overstromingen teisteren China;
- Het volk komt in opstand en de dynastie valt;
- Een kortere of langere periode van instabiliteit breekt aan tot een nieuwe dynastie de macht grijpt.

In praktijk werd een verbeuring van het Hemels Mandaat uitgelegd door misoogsten, natuurrampen, hongersnood, enz. als een manier van de hemel om te laten zien dat het tijd was voor een andere keizer. Hieruit volgde dan dat het volk in opstand kwam en de dynastie omver werd geworpen. De stichter van de nieuwe dynastie kreeg dan het Hemels Mandaat en gaf dat door aan zijn nakomelingen, totdat die het op hun beurt weer kwijtraakten.
Het Hemels Mandaat werd vaak gebruikt door usurpators om hun coup te rechtvaardigen.